# Municipio de Gap Springs
El municipio de Gap Springs (en inglés: Gap Springs Township) es un municipio ubicado en el condado de Polk en el estado estadounidense de Arkansas. En el año 2010 tenía una población de 98 habitantes y una densidad poblacional de 0,46 personas por km².

## Geografía
El municipio de Gap Springs se encuentra ubicado en las coordenadas 34°24′43″N 94°5′35″O / 34.41194, -94.09306. Según la Oficina del Censo de los Estados Unidos, el municipio tiene una superficie total de 213.07 km², de la cual 212,81 km² corresponden a tierra firme y (0,12 %) 0,26 km² es agua.

## Demografía
Según el censo de 2010, había 98 personas residiendo en el municipio de Gap Springs. La densidad de población era de 0,46 hab./km². De los 98 habitantes, el municipio de Gap Springs estaba compuesto por el 98,98 % blancos, el 1,02 % eran amerindios. Del total de la población el 2,04 % eran hispanos o latinos de cualquier raza.